# Tlaltizapán
Tlaltizapán é um município do estado de Morelos, no México.